# Domus Galilaeae

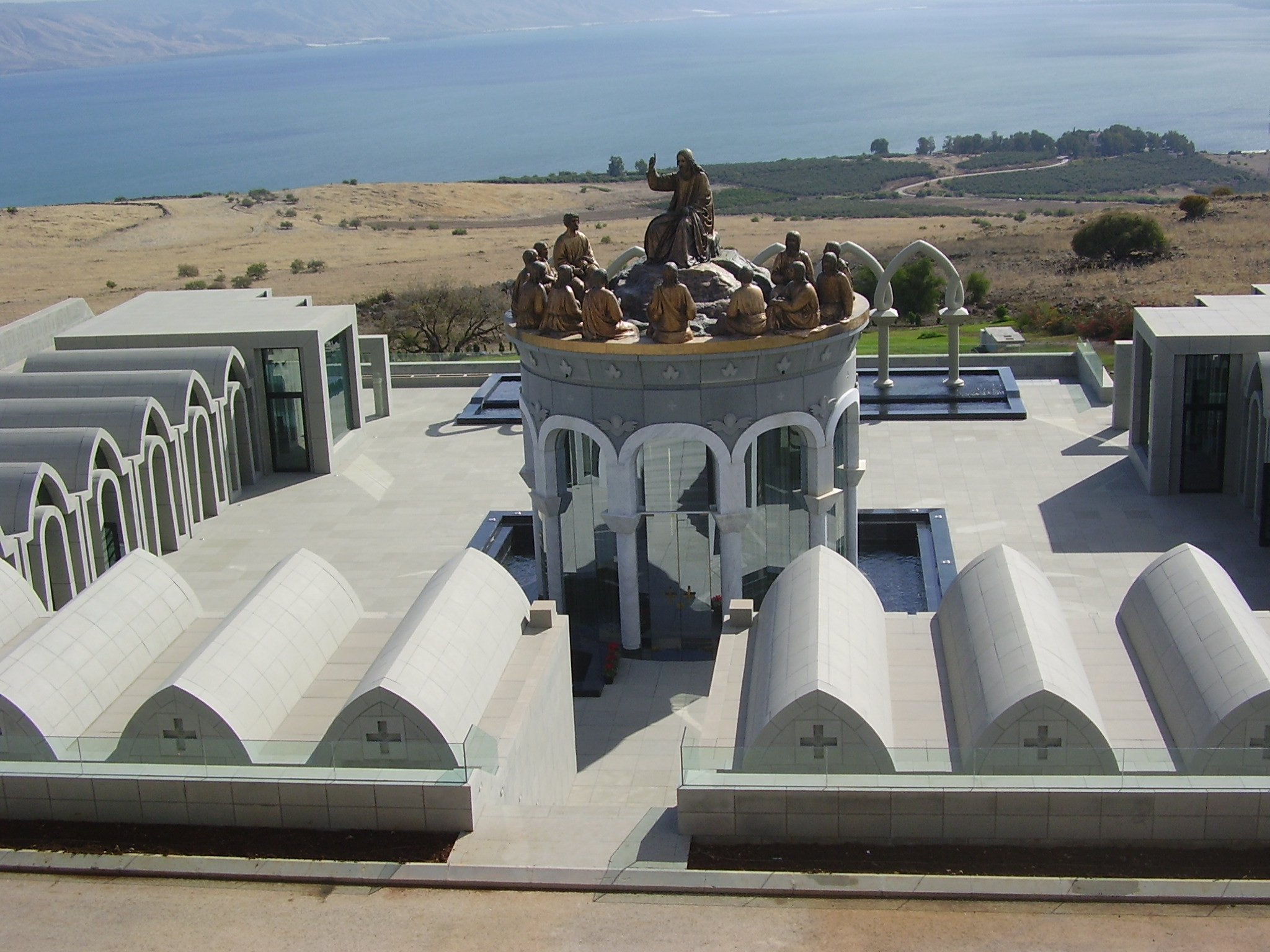
Representação de Jesus e os 12 Apóstolos na Domus Galilaeae

Domus Galilaeae (em hebraico:  בית הגליל), localizado no pico do Monte das Bem-Aventuranças , acima e ao norte de Cafarnaum e do Mar da Galileia , é um lugar de encontro cristão utilizado para seminários e convenções. Em sua peregrinação a Israel em 2000, o Papa João Paulo II visitou Domus Galilaeae e disse esperar que ela se torne um lugar para o diálogo inter-religioso.

## História
Gerido pelo Caminho Neocatecumenal , Domus Galilaeae emprega cerca de 150 pessoas em tempo integral, incluindo operários , técnicos e voluntários. Há 37 trabalhadores árabes cristãos, 32 árabes muçulmanos , 21 técnicos judeus, 20 drusos e 10 maronitas.
Domus Galilaeae é encarado como um lugar onde os cristãos vão aprender sobre a tradição viva de Israel, seguindo os passos dos primeiros santos cristãos "que retornaram às suas raízes hebraicas para entender o significado da oração, de festas, e liturgias hebraicas ". João Paulo II, que exemplificou uma nova era de afinidade entre católicos e judeus, enfatizou a necessidade de apreciar raízes judaicas para viver o cristianismo autêntico. Ele endossou explicitamente a vida continua e vitalidade da fé judaica e rezou para a continuidade judaica.

## Ver Também
- Turismo em Israel

## Galeria

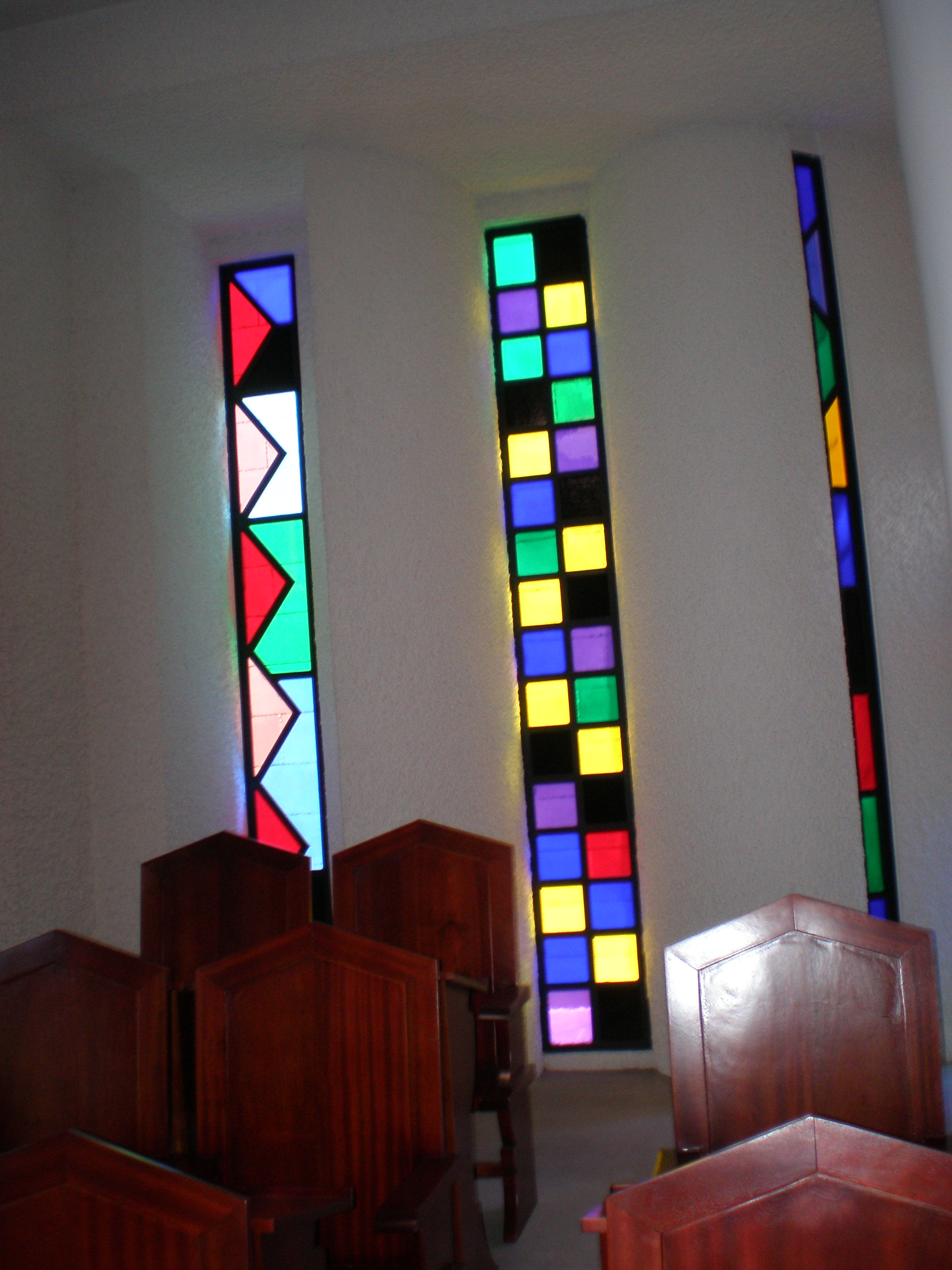
Vitral da sala de congregação
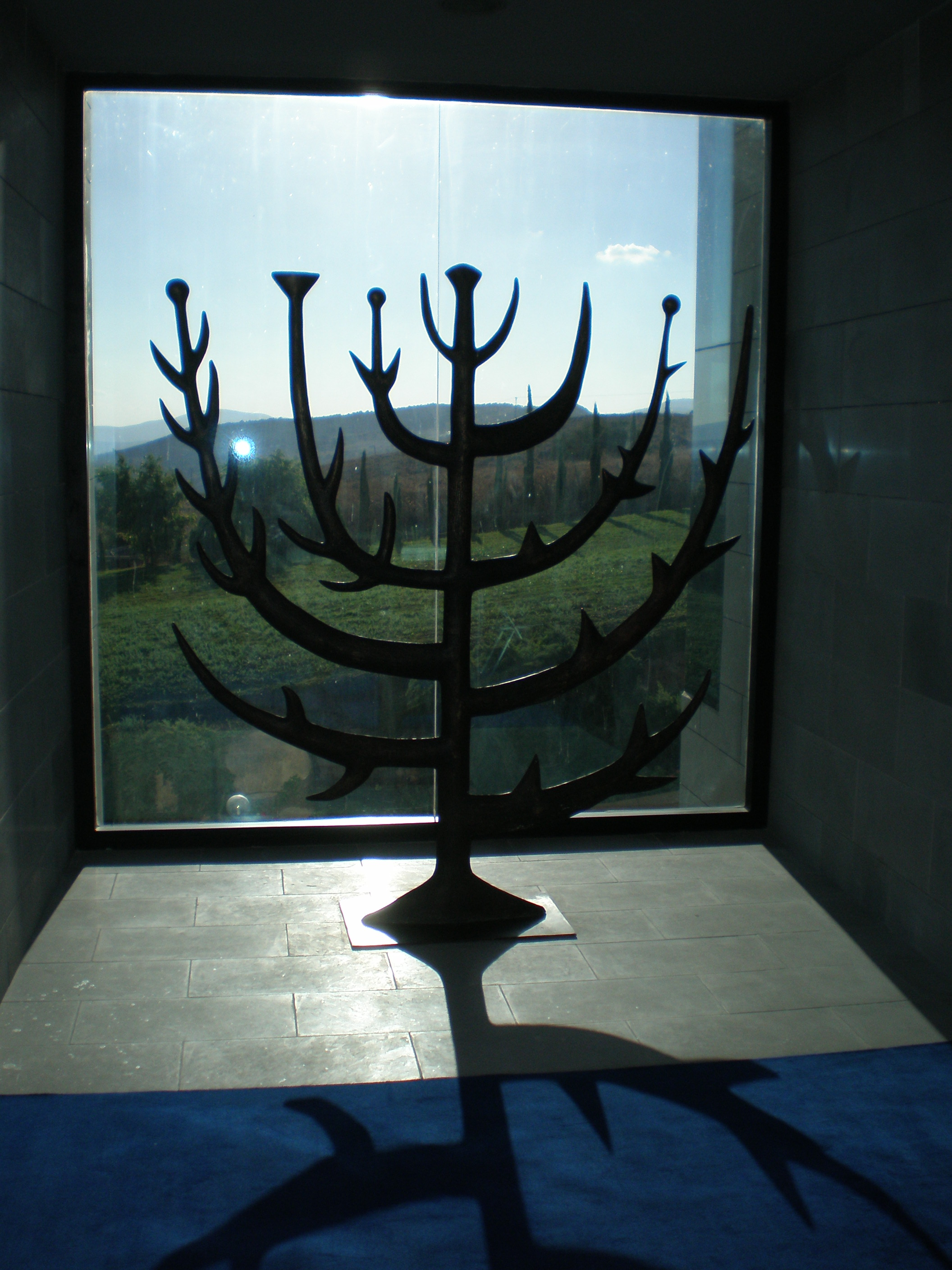
O candelabro
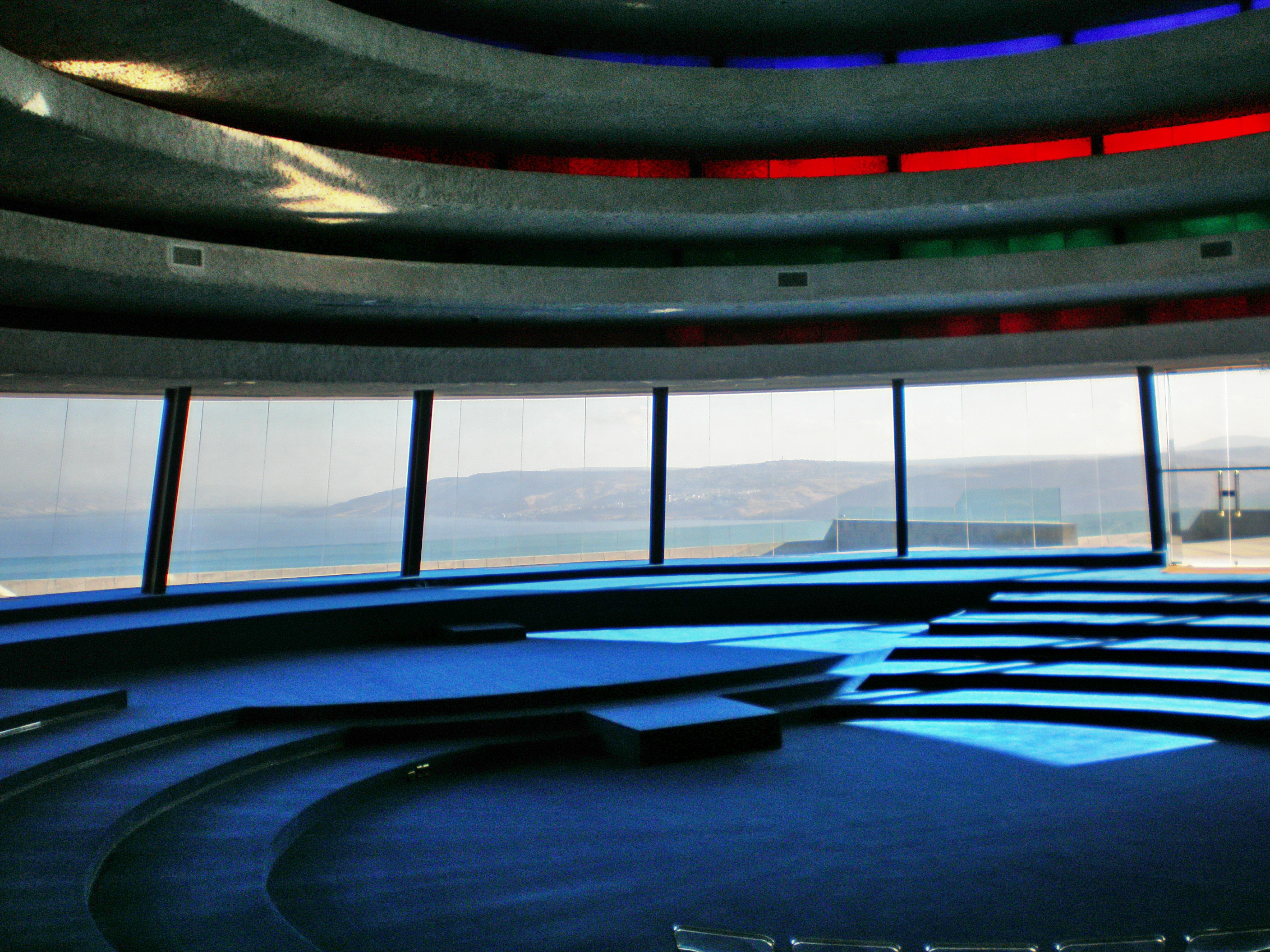
Sala de celebração com vista para o mar da galileia
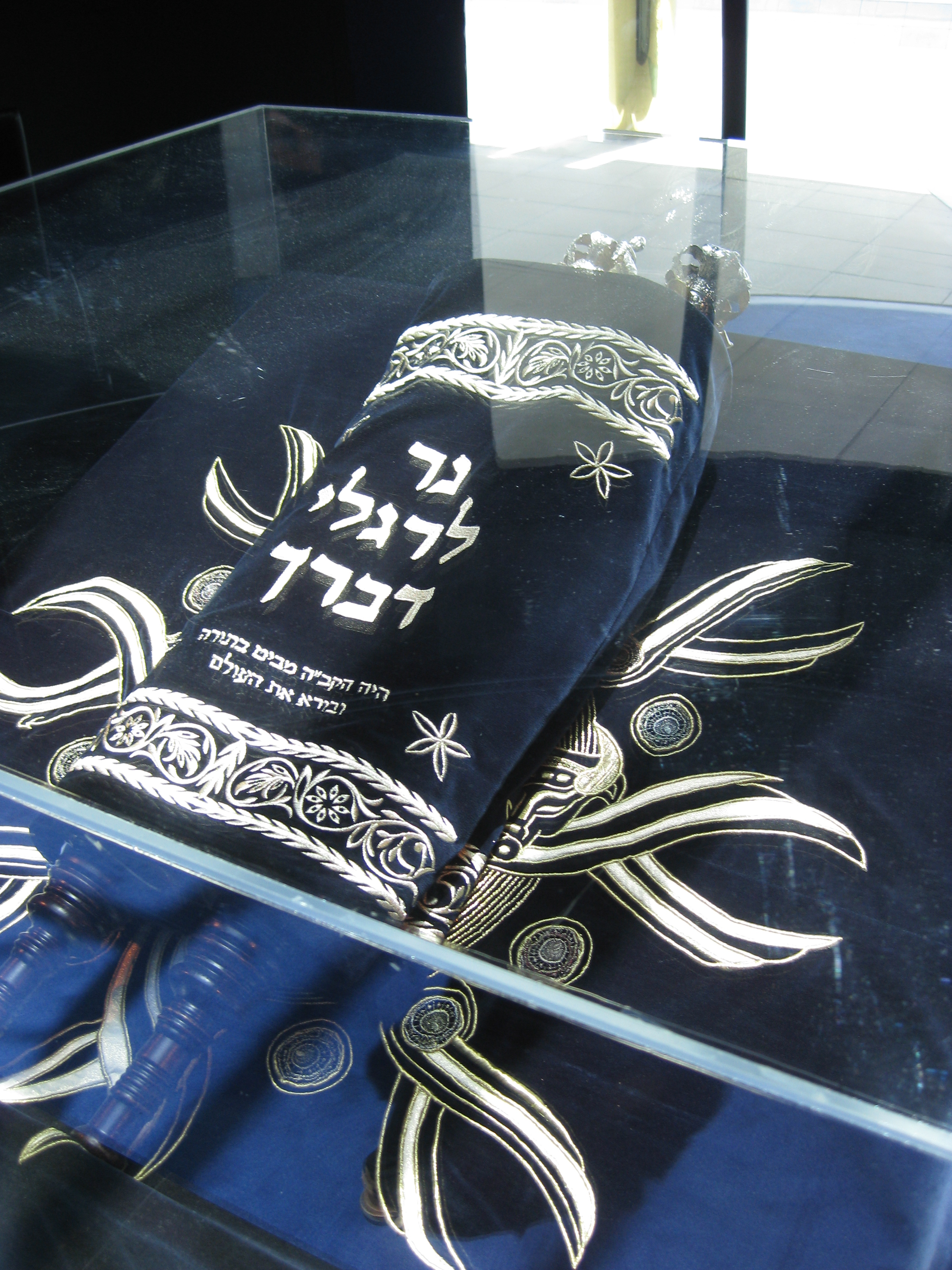
Tora na biblioteca